# 上海轨道交通3号线4号线分线工程
上海轨道交通3号线4号线分线工程是指原计划将对3号线与4号线进行的一系列改造，耗资预计28亿，此工程将会对于拥挤的3号线及4号线性能各增加一倍。
本项目已取消，上海市交通委于2015年正式宣布分线工程搁置。该项目现已由宝山路站改扩建工程取代，已于2023年7月20日开工，预计于2026年完工。

## 背景
自4号线全线贯通后，3号线北段拥挤，4号线由于作为环线，串联各条线路，早晚高峰也经常拥挤，但共线段的存在严重地牵制两线的运能提升，随着地铁线路增多，分离也不得不进行。

## 运营方式
分线前与分线后运营模式有很大不同，3号线南端将于上海南站站至宜山路站双向运行，北段将于宝山路站至江杨北路站双向运行，使得一条线同名不贯通。

## 工程
在原有的基础上，于宝山路站与上海火车站站站台两侧建造两条长约2.02km复线，并增加少许道岔，供3号线运行，同时宝山路站与上海火车站站将会成为岛式站台，而4号线按照即有道岔运行，3号线沿交通路南侧走行。过浙江路后，新建线路逐渐由高架转到地面，继续沿交通路南侧走行，以地面线形式穿过西藏北路。线路在交通公园南侧经过，过徐家宅路后，新建线路与既有的3、4号线线路进行换线，过长兴路后，新建线路自既有3号线线路向北偏出，上跨大统路下立交等横向道路后接入改建后的上海火车站站。